# Flughafen Oki

i7
i11
i13
Der Flughafen Oki (japanisch 隠岐空港 Oki Kūkō, IATA-Code: OKI, ICAO-Code: RJNO) ist der Flughafen der japanischen Stadt Okinoshima, sowie der gleichnamigen Insel und liegt am südöstlichen Rand dieser. Es ist zusätzlich der einzige Flughafen der gesamten Inselkette der Oki-Inseln. Der Flughafen Oki gilt nach der japanischen Gesetzgebung als Flughafen 3. Klasse.
Derzeit gibt es nur Linienverbindungen zum Flughafen Izumo und Flughafen Osaka-Itami.